# Гіемпсал I
Гіемпсал I (лат. Hiempsal; трапляються написання: лат. Hicemsbal; грец. Ἱάμψας у Плутарха, грец. Ἱάμψαμος у Діодора Сицилійського, грец. Ἱεμψάλας у Аппіана; * ? — 117 до н. е., Фірміда) — цар Нумідії, син Міціпси. 
Після смерті Міціпси в 118 до н.е. Нумідія перейшла у спадок його двом синам та усиновленому племіннику Югурті. На перших же зборах трьох спадкоємців проявилася їх ворожість. Гіемпсал, молодший та найімпульсивніший з двох братів, сильно образив Югурту. На тих же зборах вони погодилися розділити між собою царство та скарбницю і вирушили в свої палаци в різних містах в околиці Цирти. Але Гіемпсал з необережності вибрав собі палац у Фірміді, що належав прихильникові Югурти, який скористався цією обставиною та впустив вночі вбивць. У 117 до н. е. Гіемпсал разом з багатьма своїми прихильниками був убитий. 
Згідно з Лівієм, Гіемпсал убитий внаслідок відкритих бойових дій. 